# Дальние заморские реки
Дальние заморские реки — название рек в Русском государстве XVII века, впадающих в Северный Ледовитый океан (Индигирка, Колыма, Яна, Оленёк, Алазея), а также реки Анадырь, впадающей в Тихий океан.

## История

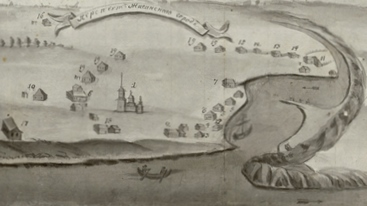
Жиганск

Применительно к «дальним заморским рекам» термин «река» в XVII веке обозначал административно-податной район. «Заморскими» называли реки, до которых добирались морским путём. Реки же, до которых добирались сухопутным путём через хребет (Верхоянский), назывались «захребетными». Путь «коньми» на «заморские реки» обычно проходил через Верхоянский хребет, который отделяет бассейн Лены от других рек к востоку от неё.
Опорным пунктом походов на «дальние заморские реки» стало Жиганское зимовье, основанное в 1632 году. Так, в 1633 году из Жиганского зимовья на Яну ходил отряд под предводительством мангазейца Ивана Реброва. На «дальних заморских реках» находилось три зимовья на Индигирке (Зашиверское, Подшиверное и Уяндинское), три на Колыме (Нижнее, Среднее и Верхнее), два на Яне (в том числе Нижнее), одно на Алазее (Алазейское) и одно на Анадыре (Анадырское). Со временем зимовья превратились в остроги, в которых размещались гарнизоны служилых людей, состоявшие преимущественно из казаков. На пушные промыслы в эти края потянулись сотни промышленных и торговых людей. В 1640—1650-е годы на реках Индигирке, Яне, Колыме и Алазее находилось около 600 промысловиков. Некоторые из них здесь осели, заведя семьи.

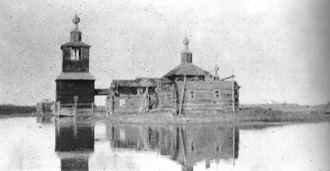
Нижнеколымск

До открытия морского пути в 1716 году походы на Камчатку осуществлялись через Анадырск и «заморские реки». «Заморские реки» использовались как место ссылки. Так, в Омолонское зимовье «на вечное житьё» был сослан посадский по имени Офонька Балушкин вместе с семьёй. В 1650-е годы «дальние заморские реки» оставались местами соболиных промыслов. Но в 1660-е годы в связи с наступившим упадком добычи пушнины и моржовой кости мореплавание по Студёному морю почти прекратилось. Об этом в 1676 году в Сибирский приказ сообщал якутский воевода А. Барнешлев: «А ныне, государь, с дальних заморских рек промышленные люди все вышли в Якуцкой острог, потому что, государь, на тех реках соболиных промыслов не стало, а в твоих великого государя в ясачных зимовьях живёт служилых людей за малолюдством человека по три и по четыре, и от иноземцов, государь, жить за малолюдством страшно». 
С 1692 по 1694 год на «заморские» реки из Якутска ушли «кормиться» 23 посадских, не заплатившие оброк. К концу века численность торговых и промышленных людей сократилась до 100—150 взрослых мужчин. В первой четверти XVIII века их численность сократилась ещё больше. В 1721 году на Индигирке, Колыме, Анадыре и Алазее насчитывалось 180 служилых людей. Подшиверный, Уяндинский и Алазейский остроги утратили военную функцию, снова превратившись в зимовья.